# Gherasim I al Constantinopolului
Gherasim I (în greacă Γεράσιμος Α΄, transliterat: Gherasimos I; n. secolul al XIII-lea, Filadelfia⁠(d), provincia Manisa, Turcia – d. 20 aprilie 1321, Constantinopol, Imperiul Roman de Răsărit) a fost un cleric ortodox grec, care a îndeplinit funcția de patriarh al Constantinopolului din 21 martie 1320 până în 20 aprilie 1321.

## Biografie
S-a născut într-un an necunoscut în orașul Filadelfia din Asia Mică. S-a călugărit și a devenit egumen al Mănăstirii Sosandre, apoi al Mănăstirii „Sfântul Gheorghe” din cartierul Mangana (situat în partea de est a Constantinopolului).
A fost ales patriarh al Constantinopolului la 21 martie 1320 prin voința împăratului bizantin Andronic al II-lea Paleologul. Gherasim, care avea o vârstă înaintată la momentul alegerii sale, era apreciat ca ascet, dar nu se distingea prin erudiție sau experiență în conducerea statului. În conflictul dintre împăratul Andronic al II-lea și nepotul său, Andronic al III-lea, s-a alăturat probabil acestuia din urmă, după sinodul convocat de Andronic al II-lea, care l-a excomunicat pe Andronic al III-lea ca urmare a faptului că a provocat o rebeliune împotriva împăratului. Patriarhul l-a avertizat pe tânărul Andronic că bunicul său intenționează să-l întemnițeze, permițându-i astfel prințului și susținătorilor săi să părăsească Constantinopolul. Gherasim a murit la 20 aprilie 1321, în ziua de Paști, și a fost înmormântat într-o mănăstire din cartierul Mangana.